# Copiapoa grandiflora
Copiapoa grandiflora es una especie de planta suculenta perteneciente al género Copiapoa, dentro de la familia Cactaceae. Es endémica del norte de Chile (concretamente desde el sudoeste de Antofagasta hasta el noroeste del desierto de Atacama).

## Descripción

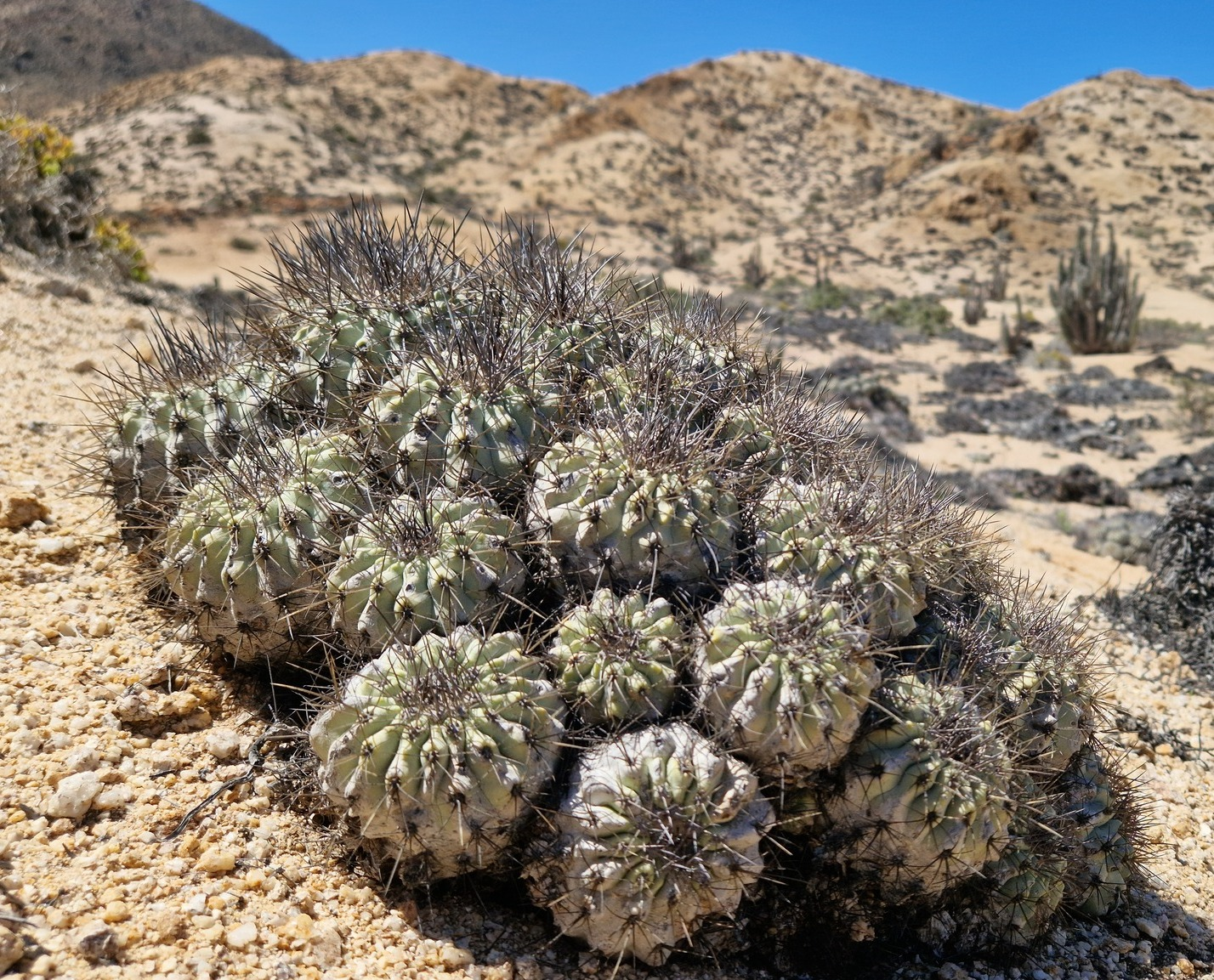
Forma en montículo

Copiapoa grandiflora es una especie de cactus que crece rápidamente formando grandes grupos densos de hasta 50 cm de diámetro. Los tallos están muy ramificados, son de color verde pálido a verde oliva y a menudo están cubiertos por una capa cerosa gris producida para prevenir la desecación en su ambiente extremadamente seco. Su forma va de globosa a cilíndrica corta, miden hasta 13 cm de alto y de 6 a 10 cm de diámetro. Sus raíces están engrosadas y no tienen una constricción en forma de cuello delgado. 
Presentan de 12 a 19 costillas onduladas, están divididas en tubérculos obtusos y miden de 1 a 1,2 cm de alto y ancho. Sobre ellas se asientan areolas ovaladas de 2,5 a 4 mm de diámetro, están separadas unas de otras hasta 1 cm de distancia y aunque están cubiertas de lana blanquecina que se vuelve gris con el tiempo, con la edad se vuelven desnudas. Tienen espinas rectas, aciculares y de color marrón a negro, aunque más tarde se vuelven de color blanco grisáceo. Se distinguen de 1 a 4 espinas centrales gruesas de 1,5 a 5 cm de largo, y de 7 a 10 espinas radiales delgadas de 1 a 3 cm de longitud.

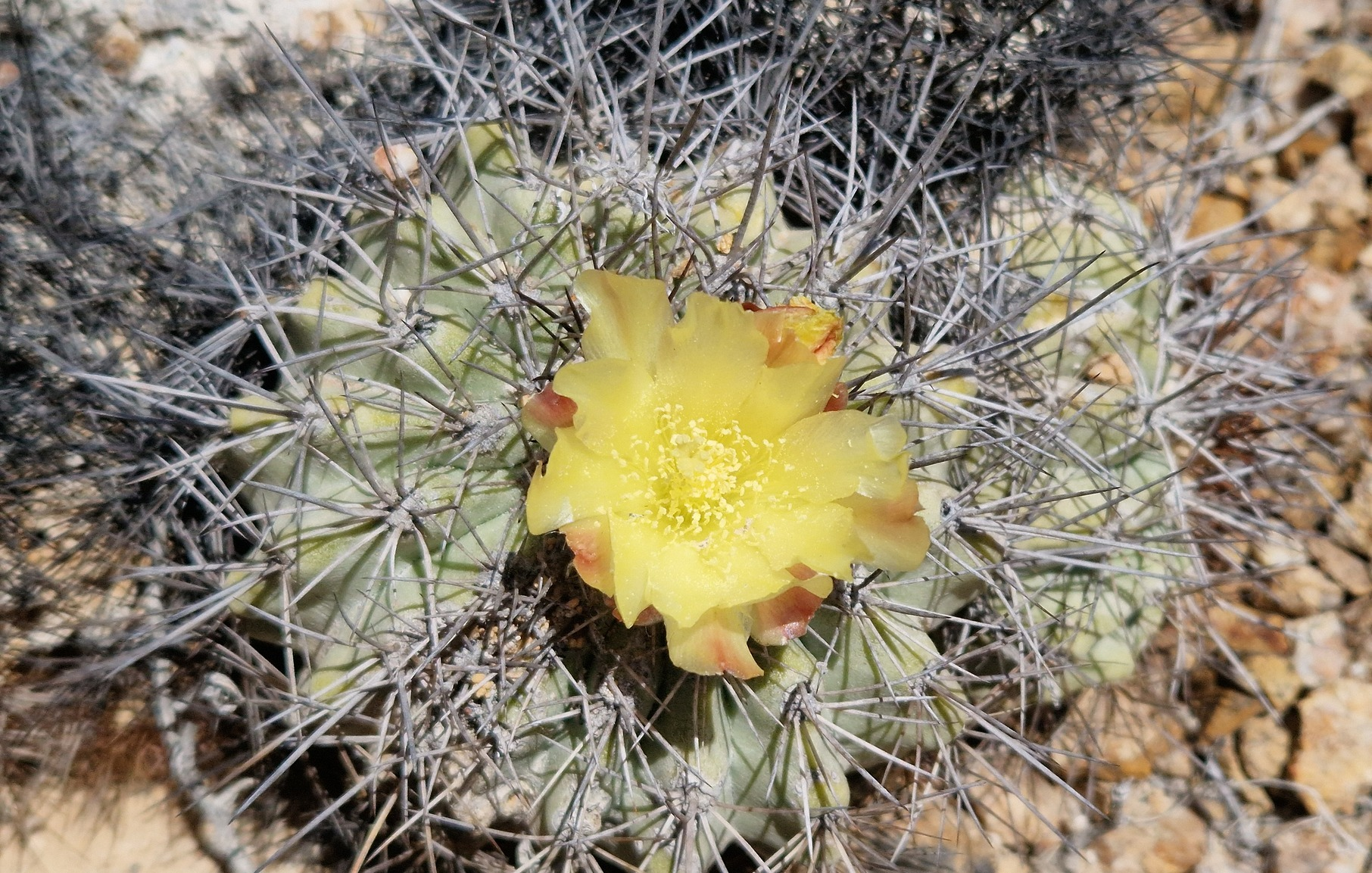
Detalle de la flor

Las flores nacen en el ápice de los tallos, miden 3 cm de largo y hasta 5 cm diámetro. Son de color amarillo pálido y el tubo floral presenta largas escamas de color rojo. El fruto es esférico, mide 1,5 cm de diámetro y su coloración va de rojiza a marrón. En su interior contienen semillas de 1 mm de largo y 0,6 mm de ancho.

## Distribución y hábitat
El área de distribución nativa de esta especie es el norte de Chile (concretamente desde el sudoeste de Antofagasta hasta el noroeste del desierto de Atacama) y crece principalmente en biomas desérticos o de matorrales secos.
Se desarrolla en valles interiores y laderas de cerros, a elevaciones de 50 a 850 metros sobre el nivel del mar. 

## Taxonomía
Copiapoa grandiflora fue descrita por el botánico alemán Friedrich Ritter y publicada por primera vez en la revista científica Taxon 12: 30 en el año 1963.

Etimología
- Copiapoa: nombre genérico que hace referencia a la ciudad de Copiapó, ubicada en el desierto de Atacama, lugar donde se encuentran la mayoría de las especies de este género.
- grandiflora: epíteto específico que deriva de las palabras latinas grandis (que significa 'grande') y florus (que significa 'floración'), haciendo referencia a las flores de gran tamaño que produce la especie.[4]

## Estado de conservación
En la Lista Roja de Especies Amenazadas de la UICN, la especie está clasificada como “En Peligro (EN)”.

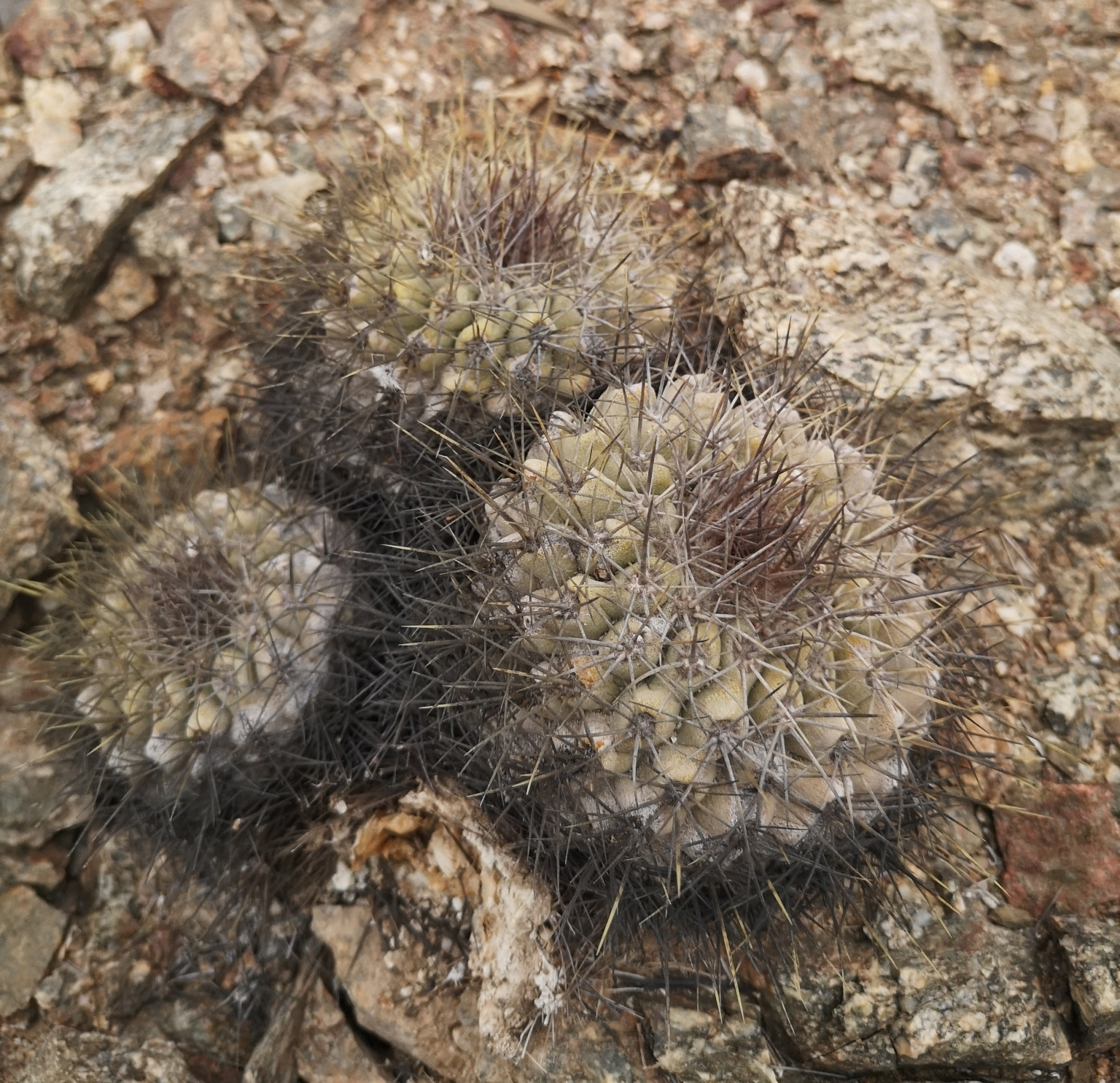
En su hábitat

Las principales amenazas que sufre la especie se deben al deterioro del hábitat por efecto de la disminución en las precipitaciones por el cambio climático, la recolección ilegal, la minería y la construcción de caminos.

## Usos
Se cultiva principalmente como planta ornamental y su propagación se realiza a través de esquejes o semillas.